# Ciridopse d'Anna
Ciridops anna
Genre
Espèce
Statut de conservation UICN

 EX  : Éteint
Le Ciridopse d'Anna (Ciridops anna) est une espèce disparue de passereaux qui vivait à Hawaï. On n'en connaît que cinq spécimens conservés dans les muséums d'Harvard, d'Honolulu, de New York et au Muséum de Tring. On ignore les causes de sa disparition.